# Semidalis lolae
Semidalis lolae is een insect uit de familie van de dwerggaasvliegen (Coniopterygidae), die tot de orde netvleugeligen (Neuroptera) behoort. 
De wetenschappelijke naam Semidalis lolae is voor het eerst geldig gepubliceerd door Monserrat in 1983.